# Сварицевичи
Сварицевичи (укр. Сварицевичі) — село, центр Сварицевичского сельского совета Дубровицкого района Ровненской области Украины.
Население по переписи 2001 года составляло 2080 человек, в 2019 году 1870 человек. Почтовый индекс — 34120. Телефонный код — 3658. Код КОАТУУ — 5621886901.

## Местный совет
34120, Ровненская обл., Дубровицкий р-н, с. Сварицевичи, ул. Шевченко, 37.